# Dominó de Rubik
El dominó de Rubik es un rompecabezas de mano similar al cubo de Rubik. Sin embargo, se le ha eliminado una capa, lo que lo convierte en un cuboide de 2×3×3 . Las caras de 3×3 se pueden girar 90 grados como de costumbre, pero las caras de 2×3 sólo se pueden girar 180 grados. Otros cuboides de 2×2×n (si n es un número par) se resolverán como varias fichas de dominó a la vez. Cuando solo se usan pares de turnos, el rompecabezas se puede resolver de manera similar a un 3×3. La versión original tenía capas de plástico blanco y negro. Cada cara de 3×3 mostraba una cantidad de puntos del 1 al 9. Las versiones más recientes utilizan el esquema tradicional de seis colores, como se ve en la mayoría de los otros rompecabezas retorcidos. Tiene 406.425.600 posiciones potenciales y cualquier posición puede convertirse en una posición resuelta en 19 movimientos.  Fue registrada como patente estadounidense número 4378116 el 29 de marzo de 1983 por Ernö Rubik.

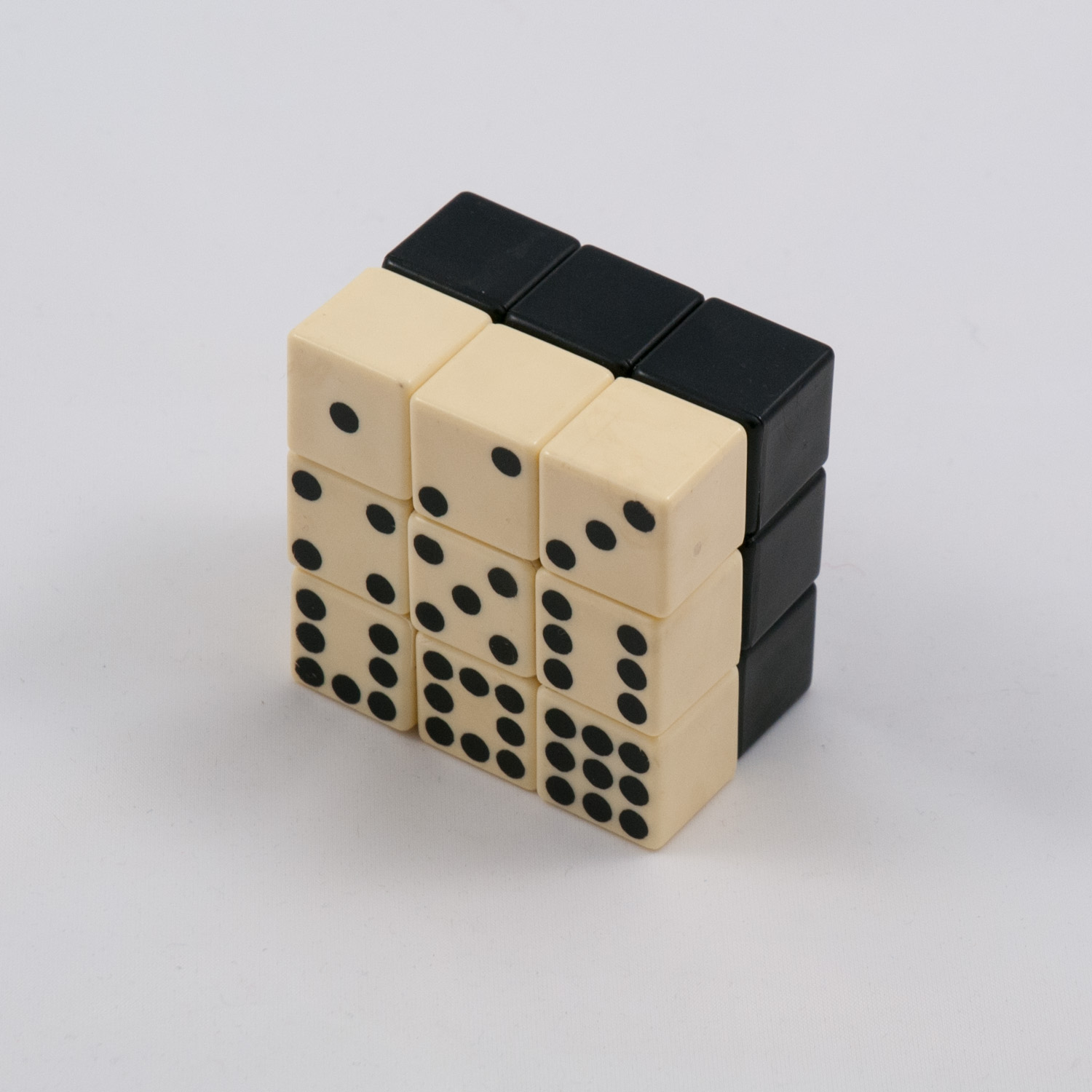
Domino de Rubik